# Rafina-Pikermi
Rafina-Pikermi (tiếng Hy Lạp: ?) là một khu tự quản ở vùng Attiki, Hy Lạp. Khu tự quản Rafina-Pikermi có diện tích 41 km², dân số theo điều tra ngày 18 tháng 3 năm 2001 là 13625 người.